# Zentelke
Zentelke (románul Zam) egykor önálló település, jelenleg Kalotaszentkirály településrésze Romániában, Kolozs megyében, a Kalotaszegen.

## Története
1288-ban Zaonateluka néven említik először, 1291-ben Zamteluk, 1450-ben Zentelke néven jelentkezik először az oklevelekben.
Eredetileg római-katolikus lakossága a reformáció idején áttért a református hitre, a 18. században Kalotaszentkirályhoz tartozott, mint filia.
A trianoni békeszerződésig Kolozs vármegye Bánffyhunyadi járásához tartozott.
1910-ben 797 lakosa volt, ebből 667 magyar, 125 román és 5 német volt.
Az 1960-as évek végén elvesztette önállóságát, Kalotaszentkirályhoz csatolták.